# 和歌山県高等学校一覧
| 総数                        | 44校・4分校        |
| 国立                        | なし               |
| 公立                        | 34校・4分校        |
| 私立                        | 10校               |
| 教育委員会所在地            | 〒640－8585        |
| 和歌山市小松原通一丁目1番地 |                    |
| 公式サイト                  | 和歌山県教育委員会 |

和歌山県高等学校一覧（わかやまけんこうとうがっこういちらん）は、和歌山県の高等学校の一覧。
全日制課程の存在しない高等学校については、定時制は「○○高等学校｛定時制｝」通信制は「○○高等学校｛通信制｝」定時制・通信制共に存在する場合は、定時制表記で記載する。

## 公立高等学校
- 公立高校は全県一学区である。

### 県立高等学校

#### 和歌山市
- 和歌山県立和歌山高等学校
- 和歌山県立星林高等学校
- 和歌山県立和歌山工業高等学校
- 和歌山県立和歌山商業高等学校
- 和歌山県立和歌山北高等学校
- 和歌山県立和歌山東高等学校
- 和歌山県立和歌山北高等学校西校舎
- 和歌山県立桐蔭高等学校 - 併設型中高一貫教育校
- 和歌山県立向陽高等学校 - 併設型中高一貫教育校
- 和歌山県立きのくに青雲高等学校｛定時制・通信制｝

#### 岩出市
- 和歌山県立那賀高等学校

#### 紀の川市
- 和歌山県立粉河高等学校
- 和歌山県立貴志川高等学校

#### 橋本市
- 和歌山県立橋本高等学校 - 併設型中高一貫教育校
- 和歌山県立紀北工業高等学校
- 和歌山県立伊都中央高等学校｛定時制・通信制｝

#### 伊都郡
- 和歌山県立笠田高等学校
- 和歌山県立紀北農芸高等学校

#### 海南市
- 和歌山県立海南高等学校

#### 海草郡
- 和歌山県立海南高等学校大成校舎（2008年より和歌山県立大成高等学校から海南高校の分校舎となる）
- 和歌山県立海南高等学校美里分校 - 全国募集あり（2010年に和歌山県立大成高等学校美里分校から校名変更）

#### 有田市
- 和歌山県立箕島高等学校
- 和歌山県立箕島高等学校宮原校舎

#### 有田郡
- 和歌山県立耐久高等学校
- 和歌山県立有田中央高等学校（旧：和歌山県立吉備高等学校）
- 和歌山県立有田中央高等学校清水分校 - 全国募集あり

#### 御坊市
- 和歌山県立日高高等学校 - 併設型中高一貫教育校
- 和歌山県立紀央館高等学校（旧：和歌山県立御坊商工高等学校）

#### 日高郡
- 和歌山県立南部高等学校
- 和歌山県立日高高等学校中津分校 - 全国募集あり

#### 田辺市
- 和歌山県立田辺高等学校 - 併設型中高一貫教育校
- 和歌山県立田辺工業高等学校
- 和歌山県立南紀高等学校｛定時制｝
- 和歌山県立神島高等学校（旧：和歌山県立田辺商業高等学校）
- 和歌山県立南部高等学校龍神分校 - 全国募集あり

#### 西牟婁郡
- 和歌山県立熊野高等学校

#### 新宮市
- 和歌山県立新宮高等学校
- 和歌山県立新翔高等学校（旧：和歌山県立新宮商業高等学校）

#### 東牟婁郡
- 和歌山県立串本古座高等学校 - 全国募集あり

### 市立高等学校

#### 和歌山市
- 和歌山市立和歌山高等学校（旧・和歌山市立和歌山商業高校）

## 私立高等学校
- 高野山高等学校
- 開智高等学校
- 和歌山信愛高等学校
- 近畿大学附属新宮高等学校
- 智辯学園和歌山高等学校
- 近畿大学附属和歌山高等学校
- 初芝橋本高等学校
- 慶風高等学校｛通信制｝
- りら創造芸術高等学校
- 和歌山南陵高等学校